# Filivai Molia
Filivai Molia (* 3. Juli 1972) ist ein Badmintonspieler von den Fidschi-Inseln. Burty Molia ist sein Cousin.

## Karriere
Filivai Molia gewann bei den Fiji International von 2001 bis 2003 drei Titel. Bei den Südpazifikspielen 2003 erkämpfte er sich Silber im Herrendoppel. 1998 nahm er an den Commonwealth Games teil.

## Sportliche Erfolge
| Saison | Veranstaltung      | Disziplin    | Platz | Name                        |
| ------ | ------------------ | ------------ | ----- | --------------------------- |
| 2001   | Fiji International | Herrendoppel | 1     | Burty Molia / Filivai Molia |
| 2002   | Fiji International | Herrendoppel | 1     | Burty Molia / Filivai Molia |
| 2003   | Fiji International | Herrendoppel | 1     | Burty Molia / Filivai Molia |
| 2003   | Südpazifikspiele   | Herrendoppel | 2     | Ryan Fong / Filivai Molia   |

## Referenzen
- Filivai Molia beim Badminton-Weltverband

| Personendaten    | Personendaten                    |
| ---------------- | -------------------------------- |
| NAME             | Molia, Filivai                   |
| KURZBESCHREIBUNG | fidschianischer Badmintonspieler |
| GEBURTSDATUM     | 3. Juli 1972                     |